# Chalmers Goodlin

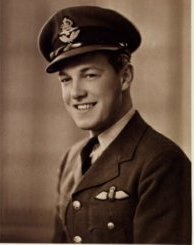
Chalmers Goodlin in 1941

Chalmers (Chal) Hubert "Slick" Goodlin (Greensburg (Pennsylvania), 2 januari 1923 – Palm Springs (Florida), 20 oktober 2005) was een Amerikaans piloot en een van de testpiloten van het Bell X1 supersonische vliegtuig en de eerste piloot die het toestel bemand mocht opereren. Hierbij bereikte hij nagenoeg de geluidssnelheid. In latere jaren was hij luchtvaartondernemer bij Boreas Corporation en Burnelli Company. Hij was betrokken bij de oprichting van Transavia in 1966.

## Biografie
Goodlin werd op 2 januari 1923 in Greensburg (Pennsylvania) geboren. Hij leerde op zijn vijftiende te vliegen om zich op achttienjarige leeftijd te melden bij de Koninklijke Canadese luchtmacht (RCAF). Hij was daartoe geïnspireerd door de eerste luchtslagen van de Tweede Wereldoorlog. Na een kortstondig verblijf voor de RCAF in Engeland in 1942 stapte hij over naar de U.S. Navy en werd daar testpiloot. Hij verliet de dienst in 1943 en kwam onder contract bij Bell Aircraft Corporation.
Bell ontwikkelde een toestel, de X-1 om de geluidsbarrière te doorbreken. Door zijn training werd Goodlin een van de eerste gecertificeerde straaljagerpiloten. Bij Bell voerde Goodlin eerste een aantal glijvuchten met de X-1 uit alvorens verschillende gemotoriseerde vluchten uit te voeren waarbij hij de geluidsnelheid benaderde.
Het Bell-programma werd overgenomen door de U.S. Air Force in 194.. Van belang voor de Amerikanen was dat de geluidsbarrière werd doorbroken in iemand in uniform. Goodlin, die dit overigens altijd heeft ontkend, maakte de overgang niet mee door een dispuut over zijn salaris. De geluidsbarrière werd in 1947 door Chuck Yeager doorbroken.
In 1948 werd Goodlin als vrijwilliger piloot bij de Israëlische luchtmacht en vocht mee in het Arabisch-Israëlisch conflict van 1948.

### Verdere carrière
Zijn verdere carrière was in de luchtvaart. Hij was onder meer eigenaar van Seychelles-Kilimanjaro Air Transport, de Boreas Corporation (Florida: verhuur van vliegtuigen en onderdelen) en gedurende 40 jaar bestuursvoorzitter van de Burnelli Company. Bij Burnelli ontwierp men doorbrekende ontwerpen om vliegtuigen veiliger te maken.
Als bestuurder van de Boreas corporation was Goodlin in de zestiger jaren aanwezig in Europa: aan hem wordt toegeschreven in voorjaar 1966 de aandelen van Transavia Limburg N.V. te hebben overgenomen van A.J.D. Steenstra Toussaint, de toenmalige eigenaar. Na deze aandelenovername kon Transavia onder leiding van John Block en Pete Holmes de stappen zetten om te komen tot een goede start.
Gedurende zijn leven ontving Goodlin verschillende onderscheidingen. Een van die onderscheidingen was een aanbeveling van het Amerikaanse Rode Kruis voor zijn inzet ten tijde van de Biafra-hulpoperatie in 1969. Een operatie waar Transavia destijds ook betrokken was.
Goodlin overleed op 20 oktober 2005 in Palm Springs, Florida.

## Trivia
Goodlin werd in de Amerikaanse film The Right Stuff uit 1983 (gebaseerd op het gelijknamige boek van Tom Wolfe) neergezet als een eigengereide harde onderhandelaar. Over die portrettering was hij furieus.
Goodlin vermeed het vliegen met de burgerluchtvaart. Hij vond het niet veilig genoeg. Ook vloog hij nooit met de supersonische Concorde: hij vond het te duur.